# Langenlois
Langenlois es una localidad ubicada en el distrito de Krems, en el estado de Baja Austria, Austria. Tiene  una población estimada, a principios de 2022, de 7497 habitantes.
Está ubicada al oeste del estado, a poca distancia al norte del río Danubio y al oeste de Viena